# Матмата
Матма́та или Метма́та (на арабски: مطماطة) е берберско село в Централен Тунис.

## География
Селото се намира в област Габес (между соленото езеро Шот ел-Джерид и залива Габес на Средиземно море).
Населението му е около 1800 жители към 2004 година.

## Троглодити
Част от местните жители обитават традиционните подземни „троглодитни“ структури, вкопани в местния твърд грунд. В кръг около всяко троглодитно жилище са изкопани изкуствени пещери, служещи за стаи, съединени с канавки-коридори.
Такъв троглодитен дом в Матмата става световноизвестен, след като е заснет във филма „Междузвездни войни“ като родното място на филмовия герой Люк Скайуокър на планетата Татуин. Това е хотелът „Сиди-Дрис“, където туристите се настаняват в традиционни жилища от местен тип.

## Легенда
Местната легенда разказва, че подземните троглодитни жилища са построени по тези места в римската епоха, когато римляните изпратили до региона да се поселят 2 египетски племена, като им заповядали да убиват всеки, който срещнат по пътя. Местните жители с цел да спасят живота си, напускат старите местообитания и копаят пещера, за да се укрият от нашествениците, като през нощта напускали новите си домове, за да атакуват чуждите нашественици.